# 凯特·艾伦比
凯特·艾伦比（英語：Kate Allenby，1974年3月16日—），英国女子现代五项运动员。她曾代表英国参加2000年和2004年夏季奥林匹克运动会现代五项比赛，其中2000年奥运会获得一枚铜牌。